# Universiteit van Bologna
De Universiteit van Bologna (Italiaans: Alma mater studiorum - Università di Bologna, UniBo) werd gesticht in 1088 en is de oudste nog functionerende universiteit in de westerse werels ter wereld.
De universiteit bevindt zich van origine in de Italiaanse stad Bologna, dat aan de voet van de Apennijnen ligt. Tegenwoordig heeft de universiteit ook vestigingen in Ravenna, Rimini, Cesena en Forlì. Bekende docenten aan deze universiteit zijn Umberto Eco en Romano Prodi. Als een van Europa's oudste universiteiten (met die van Oxford en Cambridge) tooit de universiteit zich met de bijnaam Alma Mater Studiorum.

## Historie
Over de grondlegging van de universiteit zijn weinig documenten overgebleven. Ze begon als een faculteit voor juridisch Recht. Irnerius was de grondlegger. De universiteit werd een sleutel-element in de identiteit van de stad Bologna. In de twaalfde eeuw trok vooral het juridisch onderwijs studenten uit heel Europa aan. Aan deze universiteit begon de herleving van het Romeins recht in de middeleeuwen. Er werd een onderscheid gemaakt tussen gewoonterecht en buitengewoon recht. Het gewoonterecht werd gegeven door doctors. Het buitengewone recht werd gegeven door studenten, ofwel bacceleraten. Het is een indeling die later werd overgenomen door andere universiteiten.
Nadat vijf leerlingen van Irnerius (Martinus, Bulgarus, Hugo, Jacobus en Piox), in 1158 op de rijksdag in Roncaglia bevestigden dat keizer Barbarossa zijn gezag aan het Corpus Iuris kon ontlenen, werd de Universiteit van Bologna als beloning daarvoor autonoom (onafhankelijk) verklaard. De bul van paus Clemens III in 1189 betekende een verdere versterking van de status van de universiteit. Pauselijke bestuurders en officials van de stad Bologna werkten er hard aan om de universiteit te laten groeien. In de 12e eeuw studeerden er inmiddels meer dan 10.000 studenten, afkomstig uit grote delen van Europa. In de 13e en 14e eeuw kwamen nieuwe faculteiten, waarbij de faculteiten Medicijnen en Kunsten werden gezien als toonaangevend in Europa. De universiteit werd de eerste die haar professoren begon te betalen. Tussen 1450 en 1600 werkten er tussen de 80 en 90 professoren voor 1500 tot 2000 studenten. In tijden van de Reformatie kwamen er minder studenten uit de Noordelijke delen van Europa. De oorlogen van Napoleon bracht het voortbestaan van de universiteit in gevaar, maar na 1814 kwam er weer een impuls voor het wetenschappelijke werk van paus Leo XII.

## Universiteitennetwerk
- Utrecht Network
- Coimbragroep
- Europaeum